# Заяц, Мария Васильевна
Мария Васильевна Заяц (укр. Марія Василівна Заєць; 1912 год, село Мшана, Австро-Венгрия — дата и место смерти не известны) — колхозница, звеньевая колхоза имени Сталина Самборского района Дрогобычской области, УССР. Герой Социалистического Труда (1958). Депутат Верховного Совета УССР 5 созыва.

## Биография
Родилась в 1912 году в бедной крестьянской семье в селе Мшана, Австро-Венгрия (сегодня — село Мшана гмины Дукля, Кросненский повят Подкарпатского воеводства, Польша). Окончила три класса начальной школы. В 1944 году была переселена вместе с семьёй в село Ралевка Самборского района Дрогобычской области, где устроилась на работу в местный колхоз. В 1949 году назначена звеньевой свекловодческой бригады колхоза имени Сталина Самборского района.
В 1957 году звено Марии Заяц собрало 769 центнеров сахарной свеклы с каждого гектара. За эти выдающиеся трудовые достижения была удостоена в 1958 году звания Героя Социалистического Труда «за особые заслуги в развитии сельского хозяйства и достижение высоких показателей по производству зерна, сахарной свеклы, мяса, молока и других продуктов сельского хозяйства и внедрение в произ- водство достижений науки и передового опыта».
Избиралась депутатом Верховного Совета УСРР 5 созыва от Самборского избирательного округа № 76 Дрогобычской области и в 1959 году — делегатом XXI съезда КПСС.

## Награды
- Герой Социалистического Труда — указом Президиума Верховного Совета СССР от 26 февраля 1958 года
- Орден Ленина (трижды)